# Emilio Salgari
Emilio Salgari [sal'ga:ri] (Verona, 25. kolovoza 1863. – Madonna del Pilone kraj Torina, 25. travnja 1911.), talijanski pripovjedač.
Najveći je predstavnik pustolovno-zabavnog žanra u Italiji. Napisao je mnogo popularnih romana i pripovijedaka, uglavnom iz piratskog svijeta: "Crni gusar", "Sin Crvenog gusara"; ili iz džungla azijskog jugoistoka: "Malajski tigar", "Tajne crne džungle", "Sandokan".